# Pjotr Michailowitsch Samoilenko
Pjotr Michailowitsch Samoilenko russisch Пётр Михайлович Самойленко; (* 7. Februar 1977 in Uchquduq, Usbekische SSR) ist ein russischer Basketballspieler. Samoilenko kam 1996 in die erste russische Liga und spielte von 1998 bis 2013 mit einjähriger Unterbrechung für UNICS aus Kasan. Mit diesem Verein wurde er 2004 Titelgewinner in der FIBA Europe League sowie 2011 im ULEB Eurocup und insgesamt russischer Vizemeister. Mit der russischen Nationalmannschaft nahm er an vier Basketball-Europameisterschaften teil sowie an den Olympischen Spielen 2008. 2007 wurde er mit Russland Basketball-Europameister.

## Vereinskarriere
Nachdem Samoilenko zuvor in der Ukraine gespielt hatte, kam er 1996 als 19-Jähriger zum Basketballklub aus Samara, der zuvor auch als Stroitel bekannt war. Mit diesem Verein gewann er 1997 und 1998 jeweils nach einem dritten Platz die Bronzemedaille der russischen Meisterschaft. Anschließend wechselte er zu UNICS aus Kasan. Nach einem fünften Platz 1999, einem dritten Platz 2000 erreichte UNICS unter dem neuen Trainer Stanislaw Jerjomin, der im Jahr zuvor schon Nationaltrainer geworden war, im Jahr 2001 erstmals die Finalserie um die russische Meisterschaft, die wie ein Jahr später 2002 gegen Ural Great Perm verloren ging. Im europäischen Saporta Cup 2001 erreichte man das Halbfinale, in dem man dem späteren Titelträger GS Marousi aus Griechenland unterlag. Bei der folgenden, letztmaligen Austragung dieses Wettbewerbs 2002 verlor man gegen den späteren Titelträger Montepaschi Siena im Viertelfinale.
2003 gewann Samoilenko mit UNICS die letztmals ausgetragene North European Basketball League im Finale gegen Lietuvos rytas Vilnius. Außerdem gewann man das russische Pokalfinale 2003 gegen PBK ZSKA Moskau und damit den ersten nationalen Titel, verlor aber in der russischen Meisterschaft, diesmal im Halbfinale, erneut gegen Ural Great und erreichte einen weiteren dritten Platz. 2004 wendete man das Blatt und schlug Ural Great knapp im Halbfinale, verlor aber die Finalserie gegen den wieder dominierenden ZSKA Moskau. Dafür gewann man beim Final-Four-Turnier in eigener Halle den ersten internationalen Titel in der FIBA Europe League 2004, nachdem man ebenfalls im Halbfinale Ural Great sowie diesmal im Finale GS Marousi besiegen konnte. Bei zwei deutlichen Siegen mit jeweils über 20 Punkten Unterschied glänzte Samoilenko als Spielmacher mit sieben und neun Assists beim Final Four für UNICS, die ohne ihren Legionär LaMarr Greer antreten mussten.
In der Spielzeit 2004/05 verlor Samoilenko mit UNICS als Titelverteidiger in den Viertelfinal-Play-offs der FIBA Europe League gegen den nationalen Rivalen BK Chimki, gegen die man in der Bronzemedaillenserie der russischen Meisterschaft sowie im Pokal-Halbfinale siegreich war. In der Meisterschaft verlor man in der Halbfinalserie gegen Dynamo Moskau und im Pokalfinale gegen Double-Gewinner ZSKA Moskau. Beim Titelgewinn von MBK Dynamo im ULEB Cup 2005/06 verlor man nach einer starken Vorrunde mit nur einer Niederlage in zehn Spielen im Achtelfinale gegen Lottomatica Rom, die von Svetislav Pešić trainiert wurden. In der russischen Meisterschaft verlor man die Halbfinalserie gegen den erneuten Double-Gewinner ZSKA Moskau. Anschließend verließ Trainer Jerjomin den Verein. In der folgenden Saison sanken die Einsatzzeiten Samoilenkos, der zuvor schon als „Back up“-Guard von der Bank kam, auf unter 20 Minuten pro Spiel im europäischen Wettbewerb ab. Im ULEB Cup 2006/07 verlor man das Halbfinale gegen den späteren Titelgewinner Real Madrid. In russischer Meisterschaft und Pokal erreichte man jeweils die Finalspiele, bei denen sich ZSKA das dritte Double in Folge holen konnte. Nach der erfolgreichen Europameisterschaft im russischen Nationalteam wechselte Samoilenko in der Spielzeit 2007/08 zu MBK Dynamo nach Moskau, die als Trainer Svetislav Pešić verpflichtet hatten. Im ULEB Cup 2007/08 erreichte man das neu eingeführte Elite-Eight-Turnier der acht besten Mannschaften, bei dem man im Halbfinale gegen Pešić’ ehemaligen Verein Akasvasyu Girona ausschied. In der russischen Meisterschaft verlor man im Halbfinale gegen Meister ZSKA, der jedoch das Pokalfinale gegen Vizemeister gegen BK Chimki verlor, und erreichte schlussendlich den dritten Bronzemedaillenplatz.
Nach nur einer Spielzeit bei MBK Dynamo kehrte Samoilenko 2008 zu UNICS Kasan zurück. Aus Sicht von Samoilenko war in der Spielzeit 2008/09 in der Halbfinalserie der Weg zur Meisterschaft erneut durch ZSKA verbaut. Im Pokalfinale 2009 gewann man zum zweiten Mal den Titel nach einem Finalsieg über Samoilenkos ehemaligen Verein MBK Dynamo. 2010 verlor man das Pokalfinale unter Trainer Valdemaras Chomičius als Titelverteidiger gegen Double-Gewinner ZSKA ebenso wie das Finale in der erstmals ausgetragenen VTB United League, in der russischen Meisterschaft verlor man diesmal die Halbfinalserie gegen Vizemeister BK Chimki. Für die Saison 2010/11 übernahm Jewgeni Paschutin das Traineramt, der von Meister ZSKA kam und mit Samoilenko noch von 2000 bei 2002 zusammengespielt hatte. Jedoch schied man in der Qualifikation zum höchsten europäischen Vereinswettbewerb EuroLeague 2010/11 aus und spielte stattdessen erneut im ULEB Eurocup, wie der ULEB Cup seit 2009 hieß. Die Austragung 2010/11 gewann man jedoch nach deutlichen Siegen beim Final-Four-Turnier und sicherte sich den zweiten internationalen Titel sowie die erstmalige Teilnahme am höchstrangigen europäischen Vereinswettbewerb EuroLeague.
Die russische Meisterschaft wurde in der Saison 2010/11 erstmals in der Professionalnaja Basketbolnaja Liga (PBL) ausgetragen, die die alte Superleague abgelöst hatte, und in der PBL 2010/11 präsentierte UNICS sich zunächst stark, gewann die Hauptrunde vor dem ZSKA und zog als Erster in die Play-offs ein. In der Halbfinalserie verlor man nach zwei Auftaktsiegen in fünf Spielen gegen Vizemeister BK Chimki und wurde wie in der VTB-Liga erneut Dritter. Die Bronzemedaille in der russischen Meisterschaft war für Samoilenko die vierte in Folge und die neunte insgesamt neben vier Vizemeisterschaften 2001, 2002, 2004 & 2007. In der EuroLeague 2011/12 reichte es gleich zum Einzug in die Viertelfinal-Play-offs, in denen man glatt in drei Spielen gegen den FC Barcelona ausschied. Während man in der VTB United League 2011/12 erneut in das Finale gegen den siegreichen ZSKA Moskau kam, schwächelte man in der PBL 2011/12, in der man die Finalrunde verpasste, und in einer Platzierungsrunde nur den abschließenden fünften Platz belegte. Nachdem Trainer Paschutin den Verein verlassen hatte, konnte man sich auch in der PBL 2012/13 nicht verbessern. In der VTB United League 2012/13 scheiterte man im Viertelfinale ausgerechnet an Paschutins neuer Mannschaft Lokomotive Kuban Krasnodar. In gesamteuropäischen Wettbewerben war man zu Saisonbeginn in der Qualifikation zur EuroLeague 2012/13 gescheitert, so dass man erneut im Eurocup 2012/13 startete. Hier schied man im Viertelfinale gegen den Valencia Basket Club aus, während Paschutins Lokomotive Kuban diesen Wettbewerb gewinnen konnte.
Nachdem Samoilenko 2013 UNICS Kasan mit 36 Jahren verlassen hatte, schien seine aktive Karriere beendet, doch zu Beginn des Jahres 2014 lief er in der, nach der Einstellung der PBL, unterhalb der VTB-Liga angesiedelten Superleague für Spartak Primorje aus Wladiwostok am Pazifik auf, wo er unter anderem mit dem noch zwei Jahre älteren, ehemaligen Nationalmannschaftskollegen Nikita Morgunow zusammenspielt.

## Nationalmannschaft
Beim vorolympischen Testturnier 2000, das Russland gewann,  kam Samoilenko für die russische Basketballnationalmannschaft unter Trainer Jerjomin, der im Anschluss sein Vereinstrainer wurde, noch für einzelne Minuten zum Einsatz, fand aber keine Aufnahme in den finalen Olympiakader. Auch bei der EM 2001, bei der Russland den fünften Platz belegte, kam er nur vereinzelt zum Einsatz. Bei der EM 2003 unter neuem Trainer war er fester Bestandteil der Rotation der eingesetzten Spieler. Die Nationalmannschaft verlor erneut das Viertelfinalspiel, diesmal gegen zuvor ungeschlagene Franzosen und belegte am Ende den achten Platz, womit sie die Qualifikation für die Olympischen Spiele 2004 verpasste.
Bei der EM 2005 startete man mit zwei überzeugenden Auftaktsiegen, verlor aber erneut das Viertelfinale, diesmal gegen den späteren Europameister Griechenland. Nach weiteren Niederlagen in der Platzierungsrunde belegte man erneut den achten Platz und verpasste die Qualifikation für die Basketball-Weltmeisterschaft 2006. Der neue Nationaltrainer David Blatt nominierte Samoilenko erneut für die EM 2007. Hier gewann man alle Vorrundenspiele und in der neu eingeführten Zwischenrunde verlor man nur das Spiel gegen Gastgeber Spanien, dieses aber klar mit über zehn Punkten Unterschied. Im Finale traf man erneut auf den Titelfavoriten Spanien und gewann in der Schlussminute mit einem Punkt Unterschied und sicherte Russland damit den ersten Titelgewinn nach dem Zusammenbruch der Sowjetunion, deren Nationalmannschaft 13-mal Europameister geworden war. Bei den folgenden Olympischen Spielen 2008 stand Samoilenko ebenfalls im Kader, wurde aber von Trainer Blatt nur noch vereinzelt eingesetzt. Dort enttäuschte der amtierende Europameister und schied nach nur einem Sieg in der Vorrunde vorzeitig aus.